# 林德利 (紐約州)
林德利（英語：Lindley）是一個位於美國紐約州斯托本縣的鎮。

## 人口
根據2020年美國人口普查的數據，林德利的面積為98.08平方千米，當中陸地面積為97.38平方千米，而水域面積為0.70平方千米。當地共有人口1816人，而人口密度為每平方千米19人。